# Cavo Lama
Il Cavo Lama è un canale collettore delle acque alte per il modenese.
La Lama svolge per quasi tutto il suo corso funzione di drenaggio dei terreni. Il percorso della Lama risente di una forte pendenza per cui fu dotata di molti impianti di sollevamento. Poco prima dello sbocco nel fiume Secchia, il Cavo Lama si collega con il Cavo Parmigiana-Moglia, così che le acque da quest'ultimo derivate dal fiume Po possano giungere nella Lama ed essere quindi convogliate verso monte. 
Il Cavo Lama è gestito dalla Bonifica Parmigiana Moglia Secchia, un consorzio interprovinciale costituito dalle province di Reggio Emilia, Modena e Mantova con sede a Reggio Emilia.

## Storia
Il Cavo Lama è il risultato dei rimaneggiamenti apportati nel corso dei secoli e in particolare nei primi anni del Novecento ad un corso d'acqua di origine naturale denominato Lama-Papaccina, documentato nelle mappe antecedenti all'anno 1000, che scorreva dall'alta pianura fra Modena e Reggio Emilia fino alla confluenza con la Secchia. 
Il Cavo Lama si suddivide in due tratti denominati rispettivamente Lama Alta e Lama Bassa. 
La Lama Alta si sviluppa dall'origine, nel comune di Rubiera, fino all'impianto idrovoro di Pratazzola e la sua funzione è quella di scolo e di drenaggio delle acque. 
La Lama Bassa ovvero il tratto dall'impianto di Pratazzola fino alla confluenza con la Secchia ha una duplice funzione: in autunno-inverno funge da canale di scolo, in primavera-estate è invece utilizzato per l'irrigazione.

## Fauna e flora
Lungo le sponde del Cavo Lama si rinviene la vegetazione tipica emiliana, di cui buona parte palustre; tra le specie arboree si segnalano farnie, olmi, aceri, noccioli, salici, sanguinelli, cornioli, biancospini, prugnoli, pioppi, pioppi ibridi (Populus x euroamericano) e rose canine, mentre tra quelle acquatiche  la lingua d’acqua(Potamogeton sp.), il poligono anfibio (Persicaria amphibia), il Ceratophyllum demersum, la lente d’acqua (Lemna minor), l’erba pesce (Salvinia natans), la canna di palude (Phragmites communis), la tifa (Typha latifolia e Typha angustifolia) ed il giglio giallo (Iris pseudoacorus).
La fauna è composta principalmente da roditori come la nutria (Myocastor coypus) ed uccelli legati all'acqua come l'airone cinerino (Ardea cinerea), l'airone bianco (Casmerodius albus), la garzetta (Egretta garzetta), la nitticora (Nycticorax nycticorax), la sgarza ciuffetto (Ardeola ralloides), il tarabuso (Botaurus stellaris), il tarabusino (Ixobrychus minutus), il germano reale (Anas platyrhynchos), la gallinella d'acqua (Gallinula chloropus). Tra le specie ittiche autoctone si trovano l'alborella (Alburnus arborella), la tinca (Tinca tinca), la scardola (Scardinius hesperidicus), il cobite (Cobitis bilineata) il gamberetto d'acqua dolce (Palaemonetes antennarius) e due specie di cozze d'acqua dolce Unio elongatus e Viviparus ater. Tra le specie ittiche alloctone si trovano: il carassio (Carassius carassius), il breme (Abramis brama), la carpa (Cyprinus carpio), il siluro (Silurus glanis), il pesce gatto (Ameiurus melas), il persico sole (Lepomis gibbosus), la pseudorasbora (Pseudorasbora parva), il pesce gatto americano (Ictalurus punctatus), il pesce rosso (Carassius auratus). Purtroppo sono presenti in quantità notevole i gamberi rossi della Louisiana (Procambarus clarkii).